# 麦伦普塔
麦伦普塔（英語：Merneptah）古埃及新王国时期第十九王朝的第四任法老（约公元前1213年7月或8月—约公元前1203年5月2日在位）。他是拉美西斯二世的第十三子，因其十二位兄长均早于其父去世，而得以继承王位，即位时已近六旬。
拉美西斯二世统治后期，埃及的战备已经废弛，利比亚人逐渐进入三角洲西部地区，进攻埃及的领土。约公元前1209年前后，一些被迫离开小亚细亚和爱琴海附近、在中东停泊的海上民族与利比亚人联合，企图入侵埃及位于三角洲的行政与宗教中心孟斐斯和要地赫利奥波利斯。麦伦普塔获知后立即率军前往讨伐，同年春天，在弓箭手、步兵与战车兵的紧密配合下，经过6小时激烈交战后歼敌近9400余人，取得了对利比亚人及海上民族的胜利，成功地抗御了外部势力对埃及的威胁。危机解除后，他铭刻4块碑文作为纪念。这些碑铭包括《以色列石碑》，叙述了其在巴勒斯坦镇压叛乱的经过，并将以色列人作为其所击败的民族之一。这一史实在《出埃及记》和《士师记》中得到了反映。同时他还新建了宫殿。
麦伦普塔的陵墓已被发掘，其木乃伊得到确认。